# Palliduphantes brignolii
Palliduphantes brignolii är en spindelart som först beskrevs av Josef Kratochvíl 1978.  Palliduphantes brignolii ingår i släktet Palliduphantes och familjen täckvävarspindlar.
Artens utbredningsområde är Kroatien. Inga underarter finns listade i Catalogue of Life.